# 竹田米吉
竹田 米吉（たけだ よねきち、1889年 - 1976年）は、日本の建築家、実業家、著作家。

## 来歴・人物
東京市神田区で生まれる。父親は棟梁。大工職人として修行し、築地の工手学校（現工学院大学）を卒業。横河工務所（現横河建築設計事務所）に勤務し、横河民輔に師事。同所では鐘紡東京工場、王子製紙苫小牧工場などの建設を担当。
その後、横河民輔の学費援助により早稲田大学建築学科で近代建築学を学ぶ。1947年竹田建設工業を設立。56年著書『職人』で日本エッセイスト・クラブ賞を受賞。

## 著書
- 『建築今昔』 実業之日本社、1948年。
- 『職人 一建築家の回想』工作社、1958年。中公文庫、1991年
  - 日本エッセイスト・クラブ賞受賞 - はしがき吉田五十八、解説山本夏彦。